# انگیزه عدالت (فیلم)
انگیزه عدالت یا تنها دلیل (به انگلیسی: Just Cause) فیلمی محصول سال ۱۹۹۵ به کارگردانی آرنه گلیمچر است. در این فیلم بازیگرانی همچون شان کانری، لارنس فیشبرن، کیت کپشا، بلر آندروود، اد هریس، کریستوفر مری، اسکارلت جوهانسون، روبی دی، دانیل جی. تراونتی و ند بیتی ایفای نقش کرده‌اند.